# Byförening
Byförening eller byaförening är föreningar i Finland som arbetar för sin bys och hembygds utveckling, arrangerar fritidsaktiviteter med mera. På riksnivå är byföreningarna organiserade i Finlands byar. Svenskspråkiga byaföreningar är organiserade i Svenskfinlands byar.
Byaföreningar förekommer även i Sverige, särskilt i de nordligaste delarna.